# Художественный музей Риу-Гранди-ду-Сул
Художественный музей Риу-Гранди-ду-Сул (порт. Museu de Arte do Rio Grande do Sul - MARGS) — художественный музей в центре Порту-Алегри, столице штата Риу-Гранди-ду-Сул. Расположен на площади Алфандега в бывшем здании Государственного казначейства Порту-Алегри, построенном в эклектичном стиле по проекту немецко-бразильского архитектора Теодора Видерспана.

## История
Музей был официально создан правительством штата в 1954 году. Бразильский художник Адо Малаголи (1906—1994), который преподавал в городском Институте изящных искусств, стал основателем музея. Малаголи начал собирать картины, разбросанные по государственным учреждениям, и, получив средства, приобрёл другие работы в Сан-Паулу, в основном произведения бразильской живописи, а также некоторых европейских авторов, и местных художников. Музей открылся в 1955 году, разместившись в фойе Театра Сан-Педру, где были представлены его первые приобретения, около 120 работ. В 1960-х годах музей переехал в квартиру на улице Салгаду Филью, а в 1978 году — в нынешнее историческое эклектичное здание, которое было приспособлено для размещения персонала и коллекции. В это время коллекция расширилась и включала более тысячи работ, большинство из которых были подарены, поскольку государственные средства прекратились после отставки Малаголи в 1959 году.
В 1990-х годах здание подверглось масштабной реставрации и обновлению оборудования, что позволило принимать международные выставки, например, гобелены из Музея Орсе, картины из Галереи Уффици и Национального музея изящных искусств, предметы декоративно-прикладного искусства из Пти-Пале и других всемирно-известных художественных коллекций.

## Здание музея
Музей расположен в здании, построенном для Государственного казначейства. Строительство началось в 1913 году, в нём было задействовано 300 рабочих, внутренняя и внешняя отделка была выполнена мастерской Жуана Висенте Фридрихса, в том числе при участии Франца Радермахера, Викторио Ливи и Альфреда Адлоффа, последний был автором всех скульптур на фасаде и в интерьере. Работа была почти полностью завершена в марте 1914 года, оставалась только установка бронзовых куполов, заказанных в Германии, однако они были конфискованы немецким правительством для использования в литье пушек. Здание оставалось без крыш на башнях до 1922 года
Архитектурный проект здания был разработан немецким архитектором Теодором Видерспаном, который жил в Порту-Алегри. Среди элементов фасада выделяется скульптурный набор на фронтисписе с полулежащими фигурами Цереры, олицетворяющей сельское хозяйство, и Гермеса, символизирующего торговлю, которые расположены под большим гербом Республики. На третьем этаже, у основания башен, находятся аллегорические статуи Промышленности, Животноводства, Навигации и Архитектуры. Эти элементы делают здание одним из самых образцовых зданий фасадной скульптуры Порту-Алегри (1900—1928), явление, присутствующее и в других зданиях, спроектированных Видерспаном. Внутри вестибюль и главный зал украшены белым мрамором, геометрической плиткой на полу, рельефной лепниной на потолке и цветной плиткой на стенах, некоторые из которых имеют рельефные изображения лиц и фигур. Над главным залом также находится большое витражное окно, а в дверных проёмах — резные деревянные элементы. Другие внутренние помещения, изначально занимаемые офисами налоговой инспекции, не имеют значительной отделки.
В 1978 году в здании разместился музей. Здание было включено в список исторических объектов, перечисленных Национальным институтом исторического и художественного наследия и Государственным институтом исторического и художественного наследия в 1981 и 1985 годах соответственно. В конце 1990-х годов оно было полностью отреставрировано, а его помещения были адаптированы, чтобы сделать его музеем в соответствии с современными музейными конвенциями и способным принимать выставки международного уровня, хотя его размеры относительно скромны.
В здании четыре этажа:
- 1 этаж — вестибюль, управление, административные помещения, а также ресторан со отдельным входом.
- 2 этаж — три выставочных зала, кладовая, кафе и сувенирный магазин.
- 3 этаж — пять выставочных залов, две аудитории и Центр документации и исследований с библиотекой.
- 4 этаж — открытая терраса с башнями реставрационных лабораторий и художественных мастерских.

Внешний вид и интерьер музея
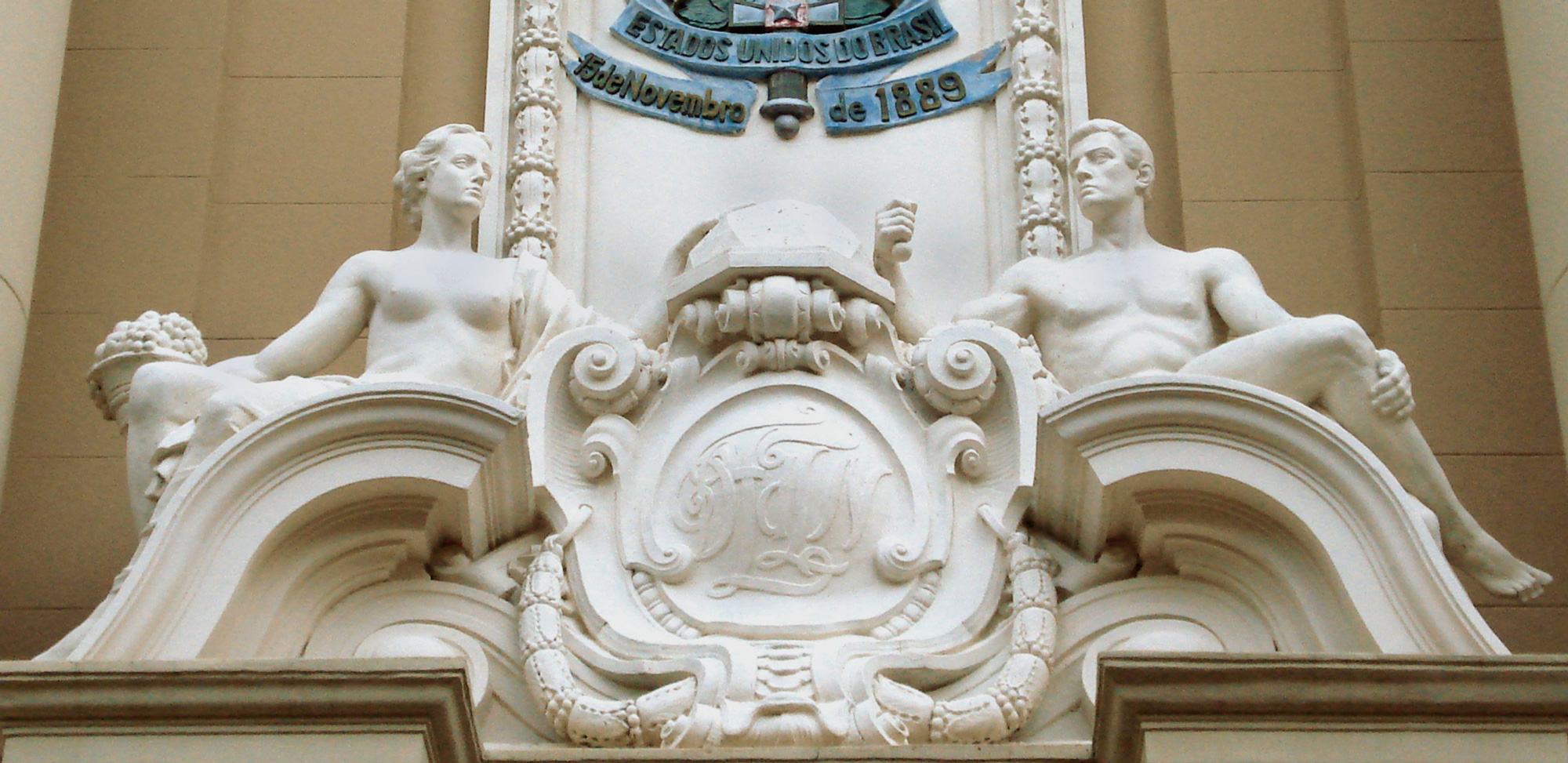
Фронтиспис[6] музея
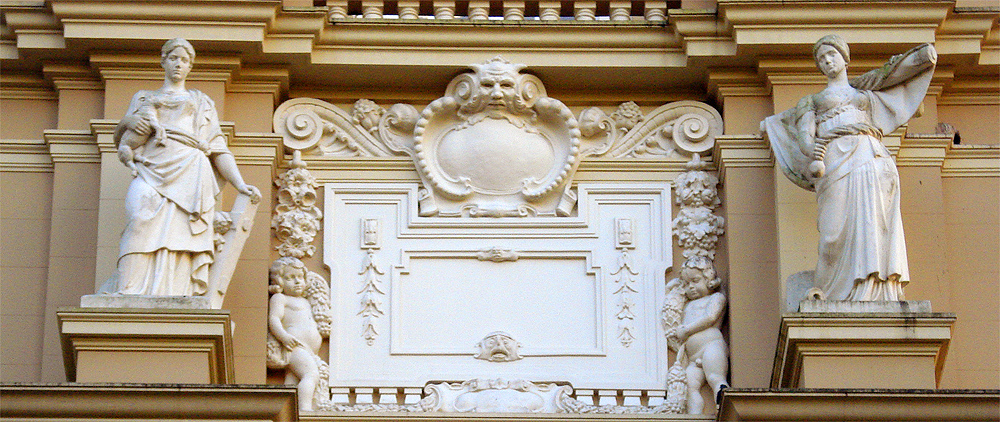
Животноводство и Навигация
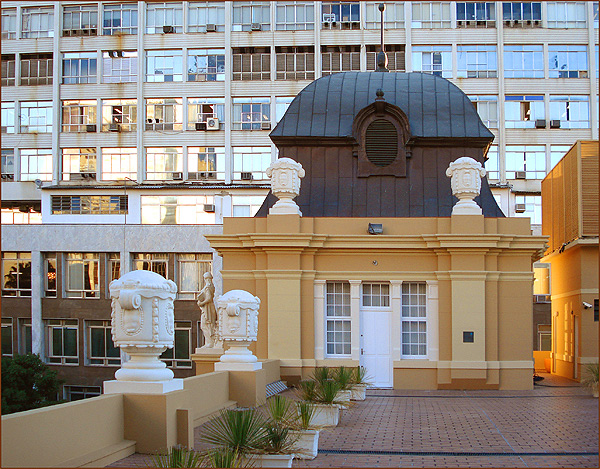
Терраса музея
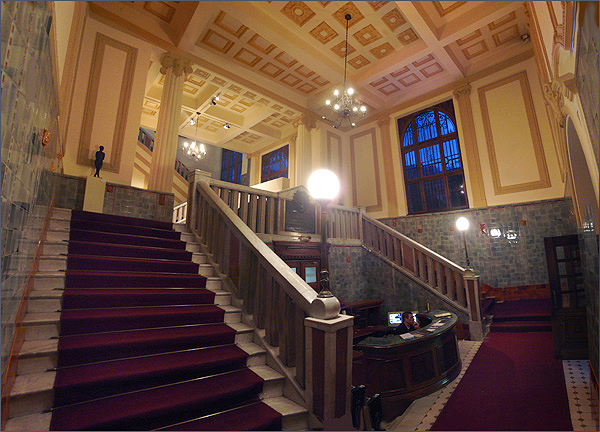
Вестибюль
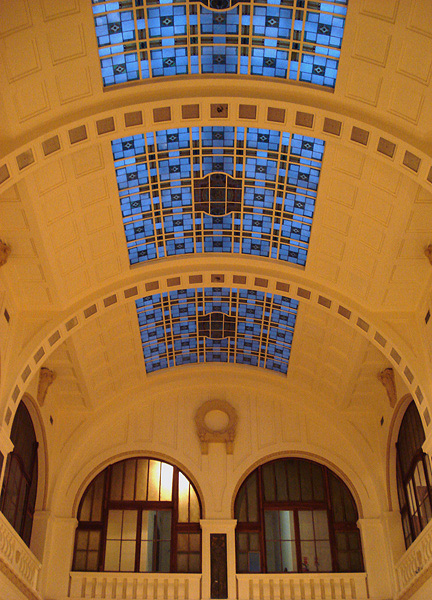
Основной зал

## Коллекция музея
В настоящее время коллекция музея насчитывает более 2600 произведений практически всех видов изобразительного искусства. Ядро коллекции составляет искусство Риу-Гранди-ду-Сул, особенно важны картины и работы на бумаге. Крупнейшие местные художники в коллекции — Ибере Камарго, Педро Вайнгертнер, Васко Прадо, Жозе Луценбергер, Карлос Петруччи, Луис Маристани де Триас, Жоао Фарион, Адо Малаголи, Гленио Бьянкетти, Карлос Скляр и Либиндо Феррас. Есть также небольшая, но интересная коллекция бразильского искусства, включающая произведения Кандиду Портинари, Эмилиану ди Кавальканти, Лазаря Сегала, Артура Тимотео да Коста, Антониу Паррейраса и других, а также несколько прекрасных картин европейских мастеров конца XIX века.

## Галерея

Коллекция музея
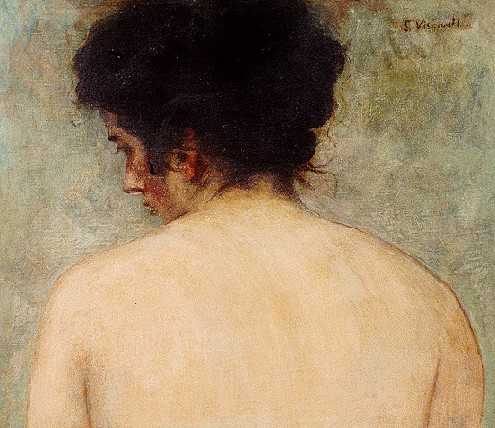
«Женская спина», Элизеу Висконти (1895)
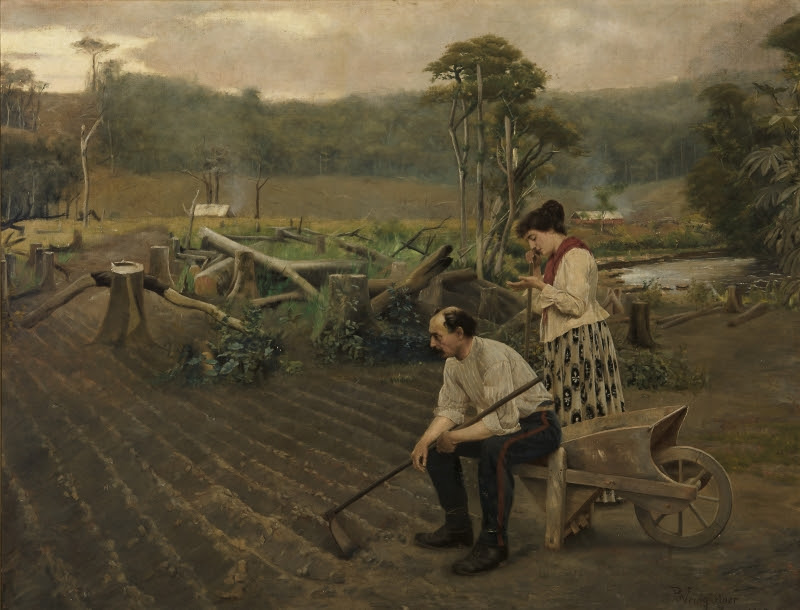
«Tempora mutantur» («Времена меняются»), Педро Вейнгартнер (1898)
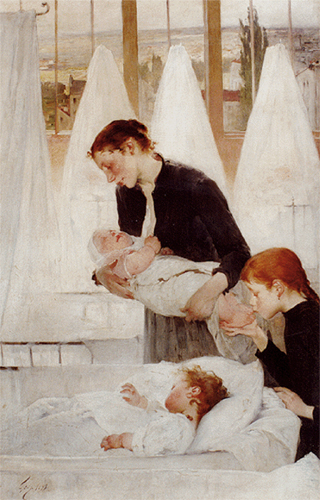
«Детская», Анри-Жюль-Жан Жеоффруа (1899)
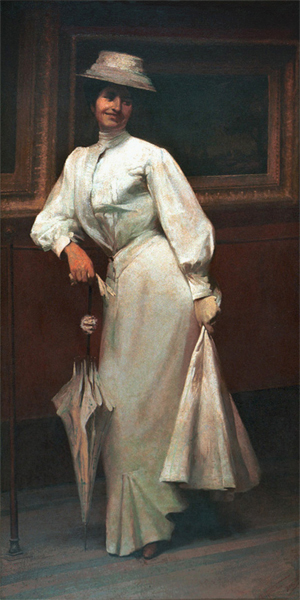
«Женщина в белом», Артур Тимотео да Кошта (1906)
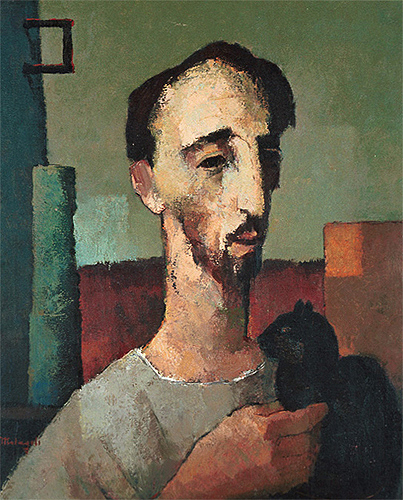
«Чёрная кошка», Адо Малаголи (1954)
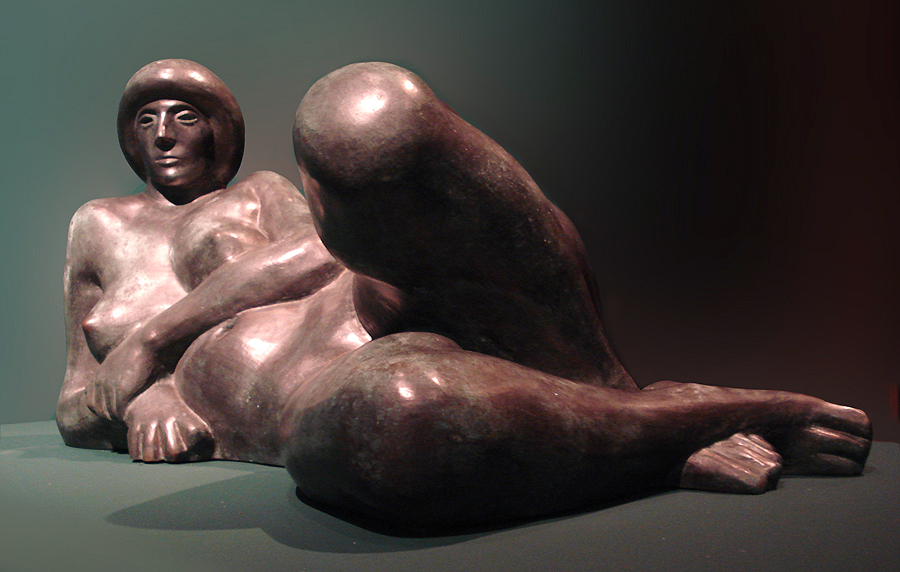
«Отдыхающая модель», Васко Прадо, бронза (1988)